# Club Atlético Lanús
O Club Atlético Lanús é um clube esportivo argentino situado no município de Lanús, na província de Buenos Aires. A instituição tem uma variedade de esportes em que se destacam o futebol e o basquete, tem como maior rival o Banfield e joga em estádio próprio para 47.000 espectadores.
Suas maiores conquistas no futebol são a Copa Conmebol de 1996, o Torneo Apertura de 2007, a Copa Sul-Americana de 2013, o Campeonato Argentino de 2016, a Copa Bicentenario de 2016 e a Supercopa Argentina de 2016, além de ser vice-campeão da Copa Libertadores de 2017.

## História

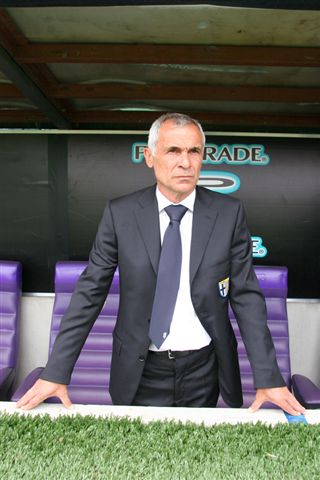
Héctor Cúper foi o técnico que comandou o Lanús em sua primeira conquista internacional: a Copa Conmebol de 1996.

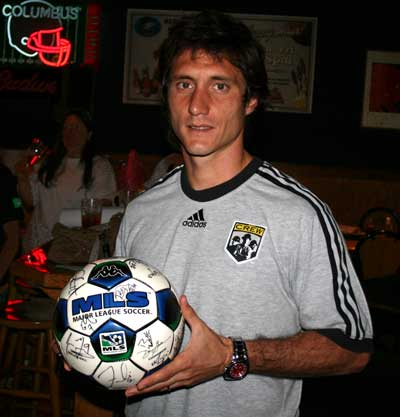
Guillermo Barros Schelotto (aqui em foto de 2007) foi o técnico que comandou o Lanús na conquista da Copa Sul-Americana de 2013.

Fundado em 3 de janeiro de 1915, o nome do clube provém de Anacarsis Lanús, empresário argentino. No ano de 1996 veio seu primeiro título internacional, a Copa Conmebol com vitória por 2 a 1 no agregado sobre a equipe colombiana do Santa Fé. Em 2007 conquistou sua primeira conquista do campeonato Argentino. Já em 2013 venceu a Ponte Preta na Final da Copa Sul-Americana após um empate por 1 a 1 no Brasil e uma vitória por 2 a 0 na Argentina. No ano seguinte foi vice da Recopa Sul-americana perdendo para o Atlético Mineiro após a prorrogação na Final. No ano de 2016 conquistou a tríplice coroa nacional, vencendo a Supercopa Argentina, a Copa Bicentenário e o mais importante o Campeonato Argentino de futebol pela segunda vez na história, chegou à final da Copa Libertadores em 2017 depois de uma virada histórica sobre o River Plate nas semifinais por 4 a 2. Na decisão, foi derrotado pelo Grêmio por 1 a 0 com gol de Cícero em Porto Alegre, e por 2 a 1 em casa, com gols de Fernandinho e Luan na Argentina, ficando com o vice-campeonato. Perdeu a final da Sul-Americana de 2020 para o também Argentino Defensa y Justicia por 3 a 0 na Final.

## O maior clube de bairro do mundo
Esse apelido do Lanús foi dado em aeroporto do Rio de Janeiro, quando nas oitavas de final da Copa Libertadores da América de 2012 o Lanús se deslocou para enfrentar o Vasco, a partir de brincadeira de integrante de sua delegação com o presidente de clube por este ter pago 40.000 dólares em dinheiro ainda no aeroporto para poder contratar o jogador colombiano Téo Gutiérrez.
A brincadeira foi apropriada pelo Lanús que também passou a ser conhecido por esse apelido desde então.

## Estádio
Manda seus jogos no Estádio Ciudad de Lanús-Néstor Díaz Pérez, conhecido popularmente como La Fortaleza, que tem capacidade para 47.027 torcedores.

## Rivalidades
Tem como maior rival o Club Atlético Banfield, da cidade vizinha de Lomas de Zamora, na Grande Buenos Aires.
O clássico entre os dois times é chamado de “clasíco del sur” ou “clássico do sul”.

## Títulos
| CONTINENTAIS | CONTINENTAIS         | CONTINENTAIS | CONTINENTAIS                 |
|              | Competição           | Títulos      | Temporadas                   |
| ------------ | -------------------- | ------------ | ---------------------------- |
|              | Copa Sul-Americana   | 1            | 2013                         |
|              | Copa Conmebol        | 1            | 1996                         |
| NACIONAIS    |                      |              |                              |
|              | Competição           | Títulos      | Temporadas                   |
|              | Campeonato Argentino | 2            | 2007 e 2016                  |
|              | Copa Bicentenario    | 1            | 2016                         |
|              | Supercopa Argentina  | 1            | 2016                         |
|              | TOTAL:               | 6            | 2 Continentais e 4 Nacionais |

## Campanhas de destaque
Vice-campeão
- Copa Libertadores da América: 1 (2017)

- Recopa Sul-Americana: 1 (2014)

- Copa Sul-Americana: 1 (2020)

- Copa Conmebol: 1 (1997)

- Campeonato Argentino - 1ª Divisão: 5 1956, 1998 Clausura, 2006 Clausura, 2011 Clausura, 2013 Inicial

- Copa da Argentina: 2 (2014–15 e 2018–19)

- Copa da Liga Profissional de Futebol: 1 (2021)